# Los días de la Sombra
Los días de la Sombra es una novela argentina de fantasía escrita por Liliana Bodoc publicada en el año 2002. Es la segunda entrega de la Saga de los Confines, precedida por Los días del Venado y seguida por Los días del Fuego (2004) y Oficio de búhos (2012). La novela está ambientada en un mundo fantástico con culturas inspiradas en los pueblos indígenas de América.

## Argumento
La novela comienza cinco años luego de los acontecimientos de Los días del Venado. Cucub y Kuy-Kuyén tuvieron hijos. El brujo Kupuka llega a la casa de la familia para llevarse a Piukemán e instruirlo como brujo. Vieja Kush lo convence de no llevárselo hasta que ella haya muerto. Kupuka le comunica a los demás brujos la llegada de uno nuevo.
Del otro lado del mar, la Muerte (llamada la Sombra) visita a su hijo Misáianes para recibir instrucciones, luego viaja a las Tierras Fértiles con una flota invasora. Entretanto, Drimus conspira en las Tierras Fértiles con Molitzmós y realizando rituales de sacrificio. Asesinan al gobernante de los Señores del Sol y su sucesor, Hoh-Quiú, causa descontento popular.
En la Comarca Aislada, mientras Thungür entrena al ejército zitzahay, Bor comienza a considerar que la magia debe estar en manos de unos pocos. Junto al sucesor de Zabralkán, Kayún-Piel-de-Marlo, Bor aleja a Thungür del Supremo Astrónomo. Kayún y Thungür viajan al país de los Señores del Sol para evitar una guerra entre casas nobles. Allí Thungür, aconsejado por Molitzmós, tiene un amorío con Nanahuatli, la hermana de Hoh-Quiú. Cuando este se entera, expulsa a Thungür y a Kayún del país y destina a su hermana al sacrificio.
La Sombra llega al continente y se encuentra con Drimus. Molitzmós comienza una rebelión contra Hoh-Quiú y los sideresios aprovechan la guerra para devastar el país. Molitzmós mata a Hoh-Quiú y se vuelve un gobernante títere. Aprovechando el caos, Nanahuatli escapa hacia el sur.
Los bóreos preparan su flota y parten hacia las Tierras Antiguas. Tras una visita de la Sombra, Bor comprende su error y Zabralkán lo perdona. Thungür se lleva su ejército hacia los Confines, mientras Zabralkán y Bor cruzan con parte del pueblo de Beleram al Tiempo Mágico, un plano separado de la realidad. El resto se oculta en la selva. Nanahuatli llega a la ciudad vacía y se oculta mientras los sideresios la saquean. Luego, sigue a los invasores hacia el sur.
Piukemán anuncia que ve a Thungür acercarse con su ejército a través de los ojos del Halcón Ahijador. Kupuka se lo lleva con los otros brujos. Los husihuilkes eligen a Minché como líder de su ejército. Mientras tanto, Kuy-Kuyén enferma en una epidemia traída por los invasores. Mientras Wilkilén va al bosque a buscar remedios, se encuentra con la Sombra en forma de anciana y se vuelve su amiga. La Sombra le dice unas palabras sanadoras para Kuy-Kuyén. En un concilio, los brujos advierten que la Sombra tiene un conflicto interior.
El brujo Welenkín viaja a la isla de los lulus, que desde la masacre en Los días del Venado no quieren interactuar con humanos y se resignan a la extinción. Estos le entregan al brujo la Piedra Alba. Welenkín va a la casa de Cucub y Kuy-Kuyén, donde Thungür llega y se encuentra a Minché. Ambos sienten tensión por una antigua rivalidad. Wilkilén le cuenta sobre la anciana a Welenkín, y este entiende que se trata de la Muerte.
Los Pastores del Desierto reciben a los sideresios como aliados, pero estos los traicionan, ejecutan a su Mayoral y esclavizan a su población. Cuando las mujeres de los Pastores intentan envenenar a Drimus, este responde ejecutando sus niños. Nanahuatli sigue a los invasores y una noche es encontrada por dos sideresios. El Halcón Ahijador, siguiendo la voluntad de Piukemán, la rescata matando a uno de los hombres. Luego, el ave la guía por un camino seguro hacia el sur. Nanahuatli llega con Piukemán y este la aloja a regañadientes. Piukemán sirve de comunicación entre Nanahuatli y Thungür usando al Halcón Ahijador.
Los brujos anuncian a los husihuilkes la llegada de un ejército sideresio por mar y otro por tierra. El ejército de los Confines prepara un engaño para apoderarse de las naves invasoras. Drimus se entera de que el ejército enemigo se acerca y realiza un ritual para sembrar discordia en el continente. Los linajes al este de las montañas Maduinas se resienten contra el oeste y los brujos por la sequía y la epidemia. Pocos hombres del este se unen al ejército de los Confines. Cucub va a anunciarle a los brujos y lo sucedido y vuelve con el ejército que, tras algunos enfrentamientos, capturó armas de fuego y pólvora. Los brujos viajan al este de las Maduinas con grupos de gente para llevar ayuda.
Mientras tanto, Minché conspira con los Pastores del Desierto para recibir su ayuda en batalla. En contra de los consejos de Thungür, ordena el avance. El día de la batalla, cuando Minché da la orden, los Pastores se dan vuelta y atacan a los sideresios con ayuda de algunas de sus mujeres. Dos de las naves que habían llegado se incendian y las otras dos son capturadas. Cucub es herido y Minché muere, admitiendo que ocultó su plan para llevarse la gloria de la batalla. Las otras naves de los sideresios, viendo todo de lejos, se retiran. Los husihuilkes planean entonces la campaña para recuperar la Comarca Aislada, en poder de los invasores.
Kupuka y Drimus se enfrentan utilizando magia. El brujo de las Tierras Fértiles impregna a Drimus con los olores del continente, lo que provoca que sus propios perros lo persigan y lo devoren. Wilkilén y la Sombra viajan a la isla de los lulus, ya deshabitada, donde las dudas de la Sombra crecen. Welenkín llega para ocultar la Piedra Alba, se entera de lo que está haciendo la joven y le pide que no le cuente de su presencia a la Sombra. Esta finalmente desaparece, lo que entristece a Wilkilén, que vuelve a su hogar.
En las Tierras Antiguas, entre los vasallos sin nombre de Misáianes, una escardadora recibe de un hombre el mensaje de que debe bautizar a sus hijos para la resistencia. Ella los marca con un hierro candente y nombra a la niña Vara y al niño Aro.

## Escritura
Si bien se trata de una secuela a Los días del Venado, Liliana Bodoc señaló que la novela podía leerse y comprenderse independientemente. En una entrevista afirmó que en su escritura trabajó con el discurso directo de manera más despreocupada.

## Recepción
Los días de la Sombra recibió buenas críticas. Formó parte de la selección Los mejores libros para niños y jóvenes 2003 del Banco del Libro de Venezuela en la categoría “Novela juvenil”. La novela recibió el Premio Calidoscopio de Venezuela (2003).